# Blaaz
Blaaz, de son vrai nom Nabil Franck Lawal Assani (né le 27 janvier 1988 à Kano, au Nigeria) est un chanteur et compositeur béninois 

## Biographie
En 2006, il se lance dans le rap avec pour pseudo « Blaaz ». Il collabore en 2007 avec le label béninois Cotonou City Crew (CCC). Blaaz devient connu en 2008 grâce à Où est ma monnaie avec le CCC. En 2008, Blaaz sort Aller-retour, single qui annonce la sortie de son premier album intitulé Ghetto Blaazter  le 26 décembre 2008. Il effectue une tournée dans toute l'Afrique. Il collabore avec les Labels Witch Entertainment Global, Eben Entertainment au Gabon puis Nouvelle Donne Music.
En décembre 2021, il donne un concert à Canal Olympia à Cotonou devant 30 000 spectateurs, concert en présence du ministre de la Jeunesse Oswald Homeky et du fils du président de la République béninoise. Le média Le leader info Bénin le présente en 2021 comme « la légende du rap béninois ».
Il monte son propre label Self-Made-Men (SMM), en 2012, qui devient influent dans le domaine de l'urban béninois. Le magazine U.M.A (Universal Music Africa) en 2013 le classe au 3e rang dans la catégorie « meilleur artiste ou groupe de l'année ».
Il est le fondateur de Groupe Alure, entreprise panafricaine investie dans plusieurs domaines dont le textile. Selon le média Chic Infos (2023), la décision de Mister Blaaz d'établir Groupe Alure hors du Bénin, aux États-Unis (à Omaha) est perçue comme une marque de défiance à l'égard du Bénin.

## Vie personnelle
Blaaz vit en Côte d'Ivoire depuis plusieurs années.

## Discographie

### Albums studio
- 2008 : Ghetto Blaazter
- 2013 : Compte à rebours
- 2018 : Alpha

### Singles
- 2007 : La Rumba
- 2007 : Qui es-tu
- 2007 : Hard lyrical (feat. Cyano- Gêne)
- 2007 : Alerte rouge (feat. Cyano- Gêne)
- 2007 : Où est ma monnaie (feat. le groupe CCC)
- 2008 : Aller retour
- 2008 : Buddah Love[12]
- 2008 : Le temps mort
- 2008 : Ghetto Life (feat. Bomo et Kôba Building)
- 2008 : Wayi (feat. 3 Game et Dibi Dobo)
- 2008 : Tectonick
- 2008 : Intronisation (feat. Cyano- Gêne)
- 2008 : MC’s qui débarquent (feat. DAC et DRBX)
- 2008 : Si le rap (feat. B-syd)
- 2009 : Aller Retour 2 (feat. Young J)
- 2009 : Je swag (feat. Enigma)
- 2009 : Aller Retour remix (feat. Kôba Building)
- 2009 : Avec toi (feat. Caren)
- 2009 : Rien à perdre (feat. Big Snow)
- 2009 : One life (feat. Amir)
- 2009 : Ghetto Blaazter (feat. Diamant Noir)
- 2009 : 2400 (feat. Alter Ego et Dibi Dobo)
- 2009 : Money Maker (feat. Rim-k et DAC)
- 2009 : J'ai plus le temps d'aimer (feat. Nasty Nesta)
- 2009 : Et si (feat. Jupiter)
- 2010 : J'ai la dalle (feat. DAC)
- 2010 : Je vise la lune
- 2010 : Champagne
- 2010 : Number One (feat. Cyano- Gêne)
- 2010 : Garçon Choco (feat. 3e Monarchie)
- 2010 : Alerte à la France
- 2010 : Fight
- 2011 : Armés jusko MIC (feat. Diamant Noir)
- 2011 : Connexion Cotonou Dakar Ouaga (feat. Yeleen et Nix)
- 2011 : On es fatigué
- 2011 : sèches tes larmes (feat. L.Y Styll)
- 2011 :  Soirée pop champagne (feat. Nasty Nesta)
- 2011 : Ofe Kpami remix (feat. Inox)
- 2011 : Le fou
- 2011 : Freshman (feat. Kôba Building)
- 2011 : Fais péter le son (feat. Mutant et R-man)
- 2011 : Anthologie
- 2011 : Number 1 (feat. Bpm)
- 2011 : Métisse (feat. Kôba Building)
- 2012 : Dans le club (feat. Double G)
- 2012 : Champions (feat. Nephtali et Kôba Building)
- 2012 : We won't stop (feat. Kôba Building et MD)
- 2012 : Rappelez (feat. Wilf Enighma)
- 2012 : Je veux (feat. Bpm)
- 2012 : Do it easy (feat. Aamron)
- 2012 : Tu me connais
- 2012 : Haylay
- 2012 : Tic Tac (feat. Nephtali)
- 2012 : A chaque son  (feat. King's)
- 2012 : Parce que je viens de loin
- 2012 : Cotonou Malabo
- 2012 : We go hard (feat. Kôba Building)
- 2012 : Amen
- 2012 : Porte bonheur (feat. King's)
- 2012 : Le Pacte
- 2013 : Ton corps (feat. Sayan)
- 2013 : Sos (feat. Koba)
- 2013 : Last men standing (feat. Wilf Enighma et Nasty Nesta)
- 2013 : C'est chaud (feat. 3e monarchie)
- 2013 : Do it big (feat. Hypnoz)
- 2013 : Désolé (feat. Kôba Building)
- 2013 : Your time (feat. Rim-K et Anna)
- 2013 : Juste s'amuser (feat. Niyi)
- 2013 : Évolue (feat. Hypnoz)
- 2013 : Alien
- 2013 : Sex U (feat. Sam Seed)
- 2013 : Haut les mains (feat. Willy Baby)
- 2013 : Calmement
- 2013 : Ne me laisse pas tomber
- 2013 : CTN Boss (feat. Rest'n, Cyano- Gene, Wilf Enighma, Mutant, Logozo, et S@m)
- 2013 : Step du fou (feat. 3K)
- 2013 : Validé (feat. BIG C)
- 2014 : (Intro) (feat. Salam Aleykoum)
- 2014 : Alicia (feat. Kardio et Fanicko)
- 2014 : Donne lui
- 2014 : Danse le Azonto (feat. Kayno)
- 2014 : Mêle-toi de ta vie (feat. Bpm et Fanicko)
- 2014 : Je vais vous tuer tous
- 2014 : La raison de la colère  (feat. Method Volkaniq)
- 2014 : Gbe é ton (Remix) (feat. Ctn Heroes)
- 2014 : Repose En Paix
- 2014 : Spiritual Waist (feat. Mandee Marcus)
- 2014 : Oh My God (feat. Kardio et Niyi Kosiberu)
- 2014 : Même Pas Honte (feat. Fanicko)
- 2014 : Jvvtt (remix) (feat. Lepac)
- 2014 : Frais depuis toujours (feat. Double Face)
- 2014 : Baby  Tomato (feat. Lace)
- 2015 : Ella (feat. Fanicko)
- 2015 : Qu'est ce qu'on a jamais vu[13]
- 2015 : Oh my God (feat. Oroskop)
- 2015 : You and i (feat. Rasby)
- 2015 : On a tout (feat. B-Syd)
- 2015 : Kif ta life (feat. Fanicko)
- 2015 : Joyeux anniversaire Noe
- 2015 : La vérité (feat. Tyaf)
- 2015 : CCLT (Remix from Gabon) (feat. Bak Attak, Maxim, Rodik X et Le Flow Du Sud)
- 2015 : Iyabo (feat. Dr Rayan)
- 2015 : Cette fille la (feat. All Witch Game et Molar)
- 2015 : Thank God for glory (feat. Hugo Boss Twist)
- 2016 : Satan Sort De Ce Corps
- 2016 : Bouge Seulement (feat. Iba One)
- 2016 : Adigoue Gboun Gboun Remix (feat. Vano Baby)
- 2017 : Aye[14]
- 2017 : C'koi ta maladie (feat. Shado Chris)
- 2019 : Tu vas me faire quoi ?
- 2019 : Messe d'enterrement
- 2020 : Moi aussi je me cherche
- 2020 : Pas le temps (feat. Amir x Bsyd x Nasty Nesta)
- 2020 : RAP (Rien à prouver) (feat. Mya Songs)
- 2021 : Immature (feat. Tôgbè Yéton)
- 2021 : Kpatchayé (feat. Wilf Enighma)
- 2021 : Bitcoin (C'est ma vie)

### Mixtapes
- 2008 : W.A.R
- 2011 : Eben Family 3
- 2013 : Compte à Rebours
- 2014 : Recto Verso